# St. Elsewhere (álbum)
St. Elsewhere é o álbum de estreia de Gnarls Barkley, uma colaboração entre Danger Mouse e Cee-Lo. Foi lançado a 24 de Abril de 2006 no Reino Unido, onde se estreou de imediato no número um do Top de Álbuns do Reino Unido, e a 9 de Maio de 2006 nos Estados Unidos da América, embora já estivesse disponível para compra em forma de download digital na loja de música digital dos Estados Unidos da América iTunes. Estreou-se em número vinte no Billboard Melhores 200 Álbuns dos Estados Unidos da América.
Até 22 de Agosto de 2006, o álbum vendeu mais de 1 000 000 de unidades, recebendo a certificação de Disco de Platina por parte da RIAA.
O primeiro single do álbum, Crazy, foi o primeiro single de sempre a ficar na primeira posição do Top de Singles do Reino Unido, baseado somente em downloads digitais, logo que foi lançado online, dado que foi lançado em lojas de música digital online uma semana antes de ser lançado como CD Single. Representou também o primeiro single a permanecer nove semanas consecutivas no Top de Singles do Reino Unido desde 1994 e o que esteve mais tempo em número um no Top Oficial de Downloads do Reino Unido, permanecendo nessa posição durante onze semanas consecutivas.

## Faixas
1. "Go-Go Gadget Gospel" (Brian Burton, Thomas Callaway, Nicolas Flagello) – 2:19
2. "Crazy" (Brian Burton, Thomas Callaway, Gianfranco Reverberi, Gianpiero Reverberi) – 2:58
3. "St. Elsewhere" (Brian Burton, Thomas Callaway, Barry Clarke, David Costa, Celia Humphris, Stephen Brown) – 2:30
4. "Gone Daddy Gone" (Gordon Gano, Willie Dixon) – 2:28
5. "Smiley Faces" (Brian Burton, Thomas Callaway) – 3:05
6. "The Boogie Monster" (Brian Burton, Thomas Callaway, Armando Trovaioli, Angelo Francesco Lavagnino) – 2:50
7. "Feng Shui" (Brian Burton, Thomas Callaway, Nino Nardini) – 1:26
8. "Just A Thought" (Brian Burton, Thomas Callaway, Kevin Peek) – 3:42
9. "Transformer" (Brian Burton, Thomas Callaway, Marlene Moore) – 2:18
10. "Who Cares?" (Brian Burton, Thomas Callaway, Keith Mansfield) – 2:28
11. "Online" (Brian Burton, Thomas Callaway) – 1:49
12. "Necromancer" (Brian Burton, Thomas Callaway) – 2:58
13. "Storm Coming" (Brian Burton, Thomas Callaway) – 3:08
14. "The Last Time" (Brian Burton, Thomas Callaway, Ian Langley) – 3:25

Nota: Brian Burton e Thomas Callaway são os nomes verdadeiros de Danger Mouse e Cee-Lo, respectivamente.